# Länstrafiken i Jämtlands län
Länstrafiken i Jämtlands län Aktiebolag ist ein regionaler Verkehrsverbund im Sitz in Östersund in Schweden. Das 1991 gegründete und als Aktiebolag organisierte Unternehmen gehört zur Hälfte dem dortigen Provinziallandtag und den Kommunen in Jämtlands län.
Länsträfiken erwirtschaftete 2011 einen Umsatz von 381 Millionen SEK. Die Firma wird vom Vorsitzenden des Vorstands Odd Tomas Hägg und einem externen Chief Executive Officer (CEO),  John Stefan Fredriksson, geleitet.

## Busverkehr
Die Gesellschaft ist unter anderem an folgenden wichtigen Busverbindungen maßgeblich beteiligt:
- Linie 40 Örnsköldsvik–Sollefteå–Östersund
- Linie 45 Mora–Sveg–Östersund
- Linie 45 Gällivare–Storuman–Dorotea–Östersund
- Linie 63 Umeå–Dorotea–Östersund
- Linie 142 Hoting–Strömsund–Östersund
- Linie 155 Duved-Åre-Järpen-Östersund
- Linie 631 Sveg–Vemdalen–Funäsdalen

- „Stadsbussarna i Östersund“ (Stadtbusse in Östersund)

## Bahnverkehr
Die Gesellschaft ist beteiligt an:
- „Mittnabotåget“ der Bahnstrecke Sundsvall–Trondheim
- „Helgtrafik“ der Inlandsbahn: Mora–Sveg–Östersund